# Przychodzić i odchodzić
Przychodzić i odchodzić (oryg. Come and Go, fr. Va et vient) − sztuka teatralna autorstwa Samuela Becketta napisana w języku angielskim w 1965. Po raz pierwszy tekst został opublikowany po francusku we Francji w 1966. Premiera spektaklu miała miejsce w Berlinie Zachodnim 14 stycznia 1966 jako Kommen und Gehen. Anglojęzyczna premiera odbyła się w dublińskim Abbey Theatre 28 lutego tego samego roku.

## Opis sztuki
Bohaterkami dramatu są trzy przyjaciółki z dzieciństwa; FLO, VI i RU. Ich wiek nie został określony przez autora. Imiona pochodzą od angielskich nazw kwiatów. FLO pochodzi od "flora" (kwiat), VI od "violet" (fiołek), a RU od "rue" (ruta). Nazwy tych kwiatów padają w scenie piątej aktu czwartego w Hamlecie Szekspira. Kobiety ubrane są w kapelusze zasłaniające twarze i siedzą we trójkę na środku sceny. Pierwsze zdanie VI "Kiedy ostatni raz widziałyśmy się we trójkę?" (oryg. "When did we three last meet?") stanowi odwołanie do rozmowy Trzech Wiedźm z Makbeta. Kobiety wychodzą po kolei na chwilę, po czym wracają i wymieniają się. W czasie nieobecności jednej z nich pozostałe dwie plotkują między sobą na temat nieobecnej. Układają się przy tym w następujące pozycje:
| 1 | FLO | VI  | RU  |
| 2 | FLO |     | RU  |
|   |     | FLO | RU  |
| 3 | VI  | FLO | RU  |
| 4 | VI  |     | RU  |
|   | VI  | RU  |     |
| 5 | VI  | RU  | FLO |
| 6 | VI  |     | FLO |
|   |     | VI  | FLO |
| 7 | RU  | VI  | FLO |

Pod koniec kobiety biorą się za ręce w konfiguracji ukazanej na zdjęciu.

Wskazówki Becketta dotyczące ułożenia rąk